# Robocop 3
Robocop 3 är en amerikansk science fiction-film, som hade biopremiär i USA den 5 november 1993, regisserad av Fred Dekker.

## Handling
OCP ger inte upp sina försök att riva Detroit och bygga upp Delta City. De sitter in sin insatsstyrka, The Rehabs, ledda av den skonigslöse Paul McDaggett, för att utplåna de återstående motståndarna. Robocop går med de modiga rebellerna för att försvara samhällets hem, och tar hand om en liten föräldralös flicka som påminner honom om hans försvunna familj.

## Rollista (i urval)
- Robocop/Alex Murphy - Robert John Burke
- Anne Lewis - Nancy Allen
- Paul McDaggett - John Castle
- Nikko - Remy Ryan Hernandez
- OCP:s ordförande - Rip Torn
- Dr. Marie Lazarus - Jill Hennessy
- Bertha - C.C.H. Pounder

## Tagline
- He's back to lay down the law.

## Om filmen
Efter den mycket våldsammare Robocop 2 bestämde sig studion för att minska våldet och ta in lite mer känslor i Robocop 3. Detta tyckte inte många fans om, men i efterhand har filmen blivit allt mer omtyckt.

## Övrigt
- Robert John Burke som här spelar Robocop, får ofta bära tung makeup i sina roller. I Thinner syns han endast utan makeup i filmens sista scen, och i No such Thing spelar han ett mytologiskt monster.

### Fotnoter
1. ↑  ”Robocop 3” (på engelska). Box Office Mojo. 5 november 1993. http://www.boxofficemojo.com/movies/?id=robocop3.htm. Läst 9 september 2016.